# الانتخابات التشريعية السورية 1953

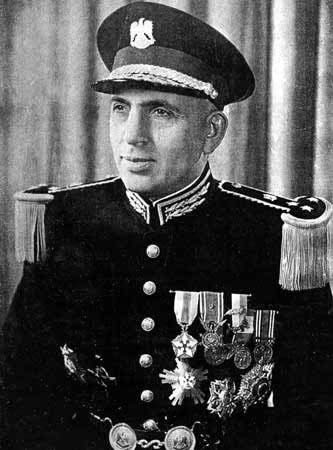
أديب الشيشكلي

الانتخابات التشريعية في سورية والتي تمت في 9 تشرين الأول 1953، في ظل انقلاب أديب الشيشكلي وإمساكه بزمام السلطة في البلاد، ومقاطعة معظم الأحزاب السوريّة الكبيرة سيّما الحزب الوطني وحزب الشعب. حقق بها حزب الشيشكلي وهو «حركة التحرر العربي» 72 مقعد من أصل 82 مقعد في مجلس النواب. من الجدير ذكره أن معظم قادة الحزب الوطني وحزب الشعب كانوا إما في المعتقلات أو قيد الإقامة الجبرية عندما تمت هذه الانتخابات، والتي توصف بأنها أول انتخابات لم تتم في جو من الديموقراطية في سورية، وقد أطيح بأديب الشيشكلي بانقلاب عسكري عام 1954 مهد لعودة الحكم الدستوري.

## النتائج
| الحزب                | الأصوات | % | المقاعد |
| -------------------- | ------- | - | ------- |
| حركة التحرر العربي   |         |   | 72      |
| مستقلين              |         |   | 9       |
| الحزب السوري القومي  |         |   | 1       |
| الحزب الشيوعي السوري |         |   | 0       |
| المجموع              |         |   | 82'     |